# Dominic Oduro
Dominic Oduro (Accra, 13 agosto 1985) è un ex calciatore ghanese, di ruolo attaccante.

## Carriera
Oduro viene selezionato come 22ª scelta durante il SuperDraft del 2006 da Dallas.
Il 28 giugno 2006 debutta in MLS subentrando a Kenny Cooper, mentre l'8 luglio successivo realizza la sua prima rete da professionista contro i New York Red Bulls. Complessivamente colleziona 70 presenze ed 8 reti con i texani.
Il 12 gennaio 2009 passa al New York Red Bulls nello scambio con Dave van den Bergh che si trasferisce a Dallas. Meno di cinque mesi dopo il giocatore viene ceduto agli Houston Dynamo, con i quali esordisce il 1º luglio 2009 nel match di USL contro l'Austin Aztex.
Il 23 marzo 2011 si trasferisce ai Chicago Fire nello scambio con Calen Carr. La prima stagione lo vede protagonista in cui emergono i suoi 12 gol, tanto da valergli il titolo di miglior giocatore della stagione dei Chicago Fire, votato dai tifosi.
Il 1º Febbraio 2013 passa alColumbus Crew in cambio di Dilly Duka.
Il 6 giugno 2014 si trasferisce al Toronto nello scambio che vide Álvaro Rey fare il viaggio opposto.
Dopo sei mesi, il 27 gennaio 2015, passa al Montreal Impact, altra squadra canadese e rivale di Toronto.

### Nazionale
Il 26 febbraio 2012 viene convocato dal CT della Nazionale ghanese per un'amichevole contro il Cile. Il 29 febbraio 2012 debutta contro il Cile .

## Statistiche

### Presenze e reti nei club
Statistiche aggiornate al 12 settembre 2019.
| Stagione               | Squadra                | Campionato             | Campionato | Campionato | Coppe nazionali | Coppe nazionali | Coppe nazionali | Coppe continentali | Coppe continentali | Coppe continentali | Altre coppe | Altre coppe | Altre coppe | Totale | Totale |
| Stagione               | Squadra                | Comp                   | Pres       | Reti       | Comp            | Pres            | Reti            | Comp               | Pres               | Reti               | Comp        | Pres        | Reti        | Pres   | Reti   |
| ---------------------- | ---------------------- | ---------------------- | ---------- | ---------- | --------------- | --------------- | --------------- | ------------------ | ------------------ | ------------------ | ----------- | ----------- | ----------- | ------ | ------ |
| 2006                   | FC Dallas              | MLS                    | 16         | 1          |                 | -               | -               |                    | -                  | -                  | -           | -           | -           | 16     | 1      |
| 2007                   | FC Dallas              | MLS                    | 29+3       | 2+0        | USOC            | 1               | 0               |                    | -                  | -                  | -           | -           | -           | 33     | 2      |
| 2008                   | FC Dallas              | MLS                    | 25         | 5          | USOC            | 1               | 0               | -                  | -                  | -                  | -           | -           | -           | 26     | 5      |
| Totale Dallas          | Totale Dallas          | Totale Dallas          | 72         | 9          |                 | 2               | 0               |                    | -                  | -                  |             | -           | -           | 74     | 8      |
| 2009                   | N.Y. Red Bulls         | MLS                    | 3          | 0          |                 | -               | -               | -                  | -                  | -                  | -           | -           | -           | 3      | 0      |
| 2009                   | Houston Dynamo         | MLS                    | 16+1       | 1          | USOC            | 2               | 1               | -                  | -                  | -                  | -           | -           | -           | 18     | 2      |
| 2010                   | Houston Dynamo         | MLS                    | 27         | 5          | USOC            | 2               | 1               | CCL                | 5                  | 0                  | -           | -           | -           | 34     | 6      |
| 2011                   | Houston Dynamo         | MLS                    | 1          | 0          | USOC            | -               | -               |                    | -                  | -                  | -           | -           | -           | 1      | 0      |
| Totale Houston Dynamo  | Totale Houston Dynamo  | Totale Houston Dynamo  | 44+1       | 6          |                 | 4               | 2               |                    | 5                  | 0                  |             | -           | -           | 54     | 8      |
| 2011                   | Chicago Fire           | MLS                    | 33         | 12         | USOC            | 4               | 2               |                    | -                  | -                  | -           | -           | -           | 37     | 14     |
| 2012                   | Chicago Fire           | MLS                    | 33         | 6          | USOC            | 1               | 0               |                    | -                  | -                  | -           | -           | -           | 34     | 6      |
| Totale Chicago Fire    | Totale Chicago Fire    | Totale Chicago Fire    | 66         | 18         |                 | 5               | 2               |                    | -                  | -                  |             | -           | -           | 71     | 20     |
| 2013                   | Columbus Crew          | MLS                    | 34         | 13         | USOC            | 1               | 0               |                    | -                  | -                  | -           | -           | -           | 35     | 13     |
| 2014                   | Columbus Crew          | MLS                    | 11         | 0          | USOC            | 1               | 0               |                    | -                  | -                  |             | -           | -           | 12     | 0      |
| Totale Columbus Crew   | Totale Columbus Crew   | Totale Columbus Crew   | 45         | 13         |                 | 2               | 0               |                    | -                  | -                  |             | -           | -           | 47     | 13     |
| 2014                   | Toronto FC             | MLS                    | 23         | 2          |                 | -               | -               | -                  | -                  | -                  | -           | -           | -           | 23     | 2      |
| 2015                   | Montréal Impact        | MLS                    | 27+2       | 8          | CC              | 4               | 1               | CCL                | 6                  | 0                  | -           | -           | -           | 39     | 9      |
| 2016                   | Montréal Impact        | MLS                    | 31+5       | 6+2        | CC              | 2               | 0               | -                  | -                  | -                  | -           | -           | -           | 38     | 8      |
| 2017                   | Montréal Impact        | MLS                    | 25         | 1          | CC              | 3               | 0               | -                  | -                  | -                  | -           | -           | -           | 28     | 1      |
| 2018                   | Montréal Impact        | MLS                    | 5          | 0          | CC              | 0               | 0               |                    | -                  | -                  |             | -           | -           | 5      | 0      |
| Totale Montréal Impact | Totale Montréal Impact | Totale Montréal Impact | 88+7       | 15+2       |                 | 9               | 1               |                    | 6                  | 0                  |             | -           | -           | 110    | 18     |
| 2018                   | S.J. Earthquakes       | MLS                    | 5          | 0          | USOC            | -               | -               |                    | -                  | -                  | -           | -           | -           | 5      | 0      |
| 2019                   | Charlotte Independence | USLC                   | 27         | 7          | USOC            | 1               | 1               |                    | -                  | -                  | -           | -           | -           | 28     | 8      |
| Totale carriera        | Totale carriera        | Totale carriera        | 382        | 72         |                 | 21              | 6               |                    | 11                 | 0                  |             | -           | -           | 418    | 78     |